# Vickers MBT
Vickers MBT é uma série de carros de combate (Main Battle Tank) desenvolvidos pela Vickers-Armstrongs para exportação.
Os projetistas do Vickers MBT Mk. 1 queriam um tanque simples e de baixo custo, porém eficiente. Para isso, utilizaram o canhão L7, do Centurion, o motor Leyland L60, além da transmissão e do sistema de controle de tiro do Chieftain.

Os países que operam tanques da série Vickers MBT atualmente são: Quênia, com 76 unidades, Nigéria, com 136 unidades, e Tanzânia, com 4 unidades. 